# Amata sirius
Amata sirius là một loài bướm đêm thuộc phân họ Arctiinae, họ Erebidae.